# Pompéry Aurél
Pompéry Aurél (Pest, 1868. február 2. – Budapest, Ferencváros, 1935. január 26.) teológiai doktor, római katolikus segédlelkész, könyvtáros.

## Élete
Pompéry János író és Vecsey Terézia fia, Pompéry Elemér testvére.
A gimnáziumi tanulmányait 1881-től a III. osztálytól kezdve a bécsi császári és királyi Theresianumban végezte. 1887-ben az érettségi vizsga letétele után császári és királyi huszárönkéntes és 1888. decemberében tartalékos hadnagy lett. 1887-ben a görögkeleti vallásról áttért a római katolikus vallásra. Huszárhadnaggyá történt kinevezése után a papi pályára lépett; teológiai tanulmányait a jezsuiták vezetése alatt álló innsbrucki teológiai fakultáson és a bécsi Augustineumban végezte. 1892. június 21-én Császka György kalocsai érsek miséspappá szentelte, 1894-ben teológiai doktor lett. 
1898-ig mint az egyházjog tanára működött a kalocsai érseki líceumban. Akkor kikéredzkedett a praktikus lelkészkedésbe és Bács megyében káplánkodott 1900-ig, midőn a hercegprimás fölvette az esztergomi főegyházmegyébe; ezután a székesfővárosban működött, 1902-től budapesti-krisztinavárosi, 1904-től budapest-erzsébetvárosi káplán volt. 1906-tól Ásványon működött mint adminisztrátor, majd Csábon, 1907-től Kőkeszin, 1909-től Ipolyszakálloson látott el plébánosi teendőket, 1914-ben a budapesti Egyetemi Könyvtár könyvtárőre lett. 1919 őszén eltávolították állásából, 1921-ben nyugdíjazták mint könyvtárőrt. 1923-1927 között a fővárosban hittanárként dolgozott.

## Írásai
Cikkei a Hittudományi Folyóiratban (1893. A Corpus Juris Canonici és a babona, 1896. Az egyházi javadalmak összehalmozására vonatkozó jogi értekezések a legrégibb időktől a mai napig); a Magyar Szemlében (1900. A régi és az új irodalomban és a művészetben); az Alkotmányban (1902. 235. szám Zola, 1903. 305. sz. Deák Ferencz két kiadatlan levele, 1858. és 1862-ből Pompéry Jánoshoz); a Budapesti Hirlapban (1904. 265. sz. A nagy-czenki kastély éjjeli látogatója, 267. és erre 270. sz. Falk Miksa és Nagy Sándor levele).

## Munkái
- A polgári házasság dogmatikai, egyházjogi, államjogi és erkölcstani szempontból. Bpest, 1893 (a Hittudományi folyóirat szerkesztősége által 500 franknyi pályadíjat nyert munka)
- VII. Gergely pápa jelleme. Tudori értekezés. Kalocsa, 1894
- Jogbölcseleti előadások. Kalocsa, 1898
- Kossuth Lajos 1837-39-iki hűtlenségi perének története : kapcsolatban Wesselényi Miklós báró hűtlenségi és az ifjak felségsértési perének történetével, Budapest, 1913